# Roko Ukić
Roko-Leni Ukić (né le 5 décembre 1984 à Split) est un joueur croate de basket-ball jouant aux postes de meneur et d'arrière.

## Biographie

### Carrière en club
Roko Ukić est né et a grandi à Split en république fédérale de Yougoslavie, commençant à jouer dans les équipes de jeunes du KK Split en 1992. Il rejoint les rangs de l'équipe senior en 2000, à l'âge de 16 ans KK Split. Il joue pour Split jusqu'en 2005, puis il est sélectionné lors de la draft 2005 par les Raptors de Toronto au 41e rang. Ses statistiques pour sa dernière saison en Ligue adriatique sont de 18,5 points et 4,3 passes décisives en 35 minutes.
Plutôt que de prendre le risque d'être un joueur remplaçant en NBA, il décide de rejoindre le Saski Baskonia en Liga ACB en 2005. Après une saison à Vitoria, il part au FC Barcelone à l'été 2006.
Il quitte l'Espagne pour la LegA et l'équipe de la Virtus Rome, où il est entraîné par son sélectionneur en équipe de Croatie Jasmin Repeša. Ukić rejoint ensuite la NBA et les Raptors de Toronto en 2008. Il dispute 72 matchs pour sa première saison, en remplacement de son ancien coéquipier du Tau Vitoria José Manuel Calderón, pour des moyennes de 4,2 points et 2,1 passes décisives.
Le 18 août 2009, Ukić est transféré aux Bucks de Milwaukee, avec Carlos Delfino, en échange d'Amir Johnson et Sonny Weems. Le 4 janvier 2010, il est écarté par les Bucks de Milwaukee à sa propre demande, car il n'était pas satisfait de son rôle dans l'équipe.
En janvier 2010, Roko Ukić retourne en Europe, dans le club turc de Fenerbahçe Ülkerspor. Il signe un contrat de deux ans le 17 juin 2010.
En 2012, Roko Ukić rejoint le Panathinaïkos. En février 2013, il est nommé meilleur joueur de la 8e journée du Top 16 de l'Euroligue avec une évaluation de 28 (21 points, 4 rebonds, 6 passes décisives), en même temps que Devin Smith et Luka Žorić.
Au printemps 2013, Ukić aide la Panathinaïkos à remporter un nouveau titre de champion de Grèce face à l'Olympiakós et est nommé meilleur joueur de la finale.
En août 2014, Ukić rejoint le Cedevita Zagreb.
En août 2018, Ukić signe un contrat avec les Levallois Metropolitans qui évoluent en Jeep Élite.
Après une très bonne saison 2018-2019 où il marque 12,8 points et délivre 6,1 passes de moyenne, il s'engage pour deux saisons avec les Sharks d'Antibes, tout juste relégués en Pro B.
Il ne va cependant pas au bout de ce contrat et s'engage avec le Cedevita Olimpija en Slovénie au mois de juillet 2020.
Ukić rejoint le KK Split en janvier 2021. Il joue jusqu'à la fin de la saison, puis lors de la saison 2021-2022 et retourne au KK Split en décembre 2022 où il joue gratuitement.

## Équipe nationale
Roko Ukić est membre de l'équipe de Croatie junior, vainqueur du championnat d'Europe des 18 ans et moins 2002 et est demi-finaliste du championnat du monde des 19 ans et moins en Grèce, avec des statistiques de 19,8 points, 4,6 rebonds, 4,4 passes décisives et 2,6 interceptions par match.
Il devient ensuite membre de la sélection nationale senior. Il participe au championnat d'Europe 2005, 2007 et 2009, ainsi qu'aux Jeux olympiques 2008.

## Palmarès
- Champion de Grèce 2013, 2014[8]
- Vainqueur de la Coupe de Grèce 2013, 2014
- Champion de Turquie 2010, 2011
- Champion de Croatie 2003